# Lipová (ort i Tjeckien, Olomouc, lat 49,53, long 16,86)
Lipová är en ort i Tjeckien.   Den ligger i regionen Olomouc, i den östra delen av landet, 190 km öster om huvudstaden Prag. Lipová ligger 566 meter över havet och antalet invånare är 761.
Terrängen runt Lipová är platt västerut, men österut är den kuperad.  Trakten runt Lipová är nära nog obefolkad, med mindre än två invånare per kvadratkilometer. Närmaste större samhälle är Prostějov, 19,0 km öster om Lipová. I omgivningarna runt Lipová växer i huvudsak blandskog.